# Epeirotypus dalong
Epeirotypus dalong is een spinnensoort in de taxonomische indeling van de parapluspinnen (Theridiosomatidae).
Het dier behoort tot het geslacht Epeirotypus. De wetenschappelijke naam van de soort werd voor het eerst geldig gepubliceerd in 2009 door František Miller, Griswold & Chang-Min Yin.